# Sesioctonus boliviensis
Sesioctonus boliviensis är en stekelart som beskrevs av Briceno 2003. Sesioctonus boliviensis ingår i släktet Sesioctonus och familjen bracksteklar. Inga underarter finns listade i Catalogue of Life.